# Eustroma elista
Eustroma elista là một loài bướm đêm trong họ Geometridae.